# Bachtyn (obwód winnicki)
Bachtyn (ukr. Бахтин) – wieś na Ukrainie, w obwodzie winnickim, w rejonie mohylowskim, w hromadzie Kuryłowce Murowane. W 2001 liczyła 482 mieszkańców, spośród których 478 wskazało jako ojczysty język ukraiński, a 4 rosyjski